# عباس حافظ
عباس حافظ، (1897 - 1959) هو كاتب وناقد مسرحي.

## السيرة الذاتية
ولد الكاتب والناقد المسرحي المصري عباس حافظ في القاهرة في مصر، و هو مناضلٌ سياسي سخر قلمه لخدمة مبادئه السياسية، وهو المترجم الذي تلألأت ببديع ترجماته ميادين الفكر الأدبي. أثرى حافظ الحياة الأدبية والنقدية والمسرحية بالعديد من الأعمال التي خلَّدت ذِكْراهُ، منها: «نهضة مصر» و«مصطفى النحاس — أو — الزعامة والزعيم». ولد عباس حافظ علي حافظ في شارع الخليج المرخم بالموسكي، وقد سلك أول سبل المعرفة بحصوله على الشهادة الابتدائية عام 1908، ثم الشهادة الثانوية عام 1913. تقلَّد عباس حافظ العديد من المناصب؛ فعمل سكرتيرًا ماليًّا بوزارة الحربية، وفي عهد وزارة إسماعيل صدقي باشا تم نقله، انتقامًا منه على مواقفه السياسية، إلى أسوان. وفي أواخر عام 1934 ابتسم له القدر ليعود إلى العمل مرةً أخرى في إدارة المطبوعات بوزارة الداخلية، ثم انتدب عام 1936 للعمل في سكرتارية الهيئة الرسمية للمفاوضات التابعة لرئاسة مجلس الوزراء. وكان يعمل رقيبًا على النصوص المسرحية في قلم المطبوعات بوزارة الداخلية عام 1935، وانتهى عمله الوظيفي مع قدوم وزارة ماهر باشا إلى الحكم؛ حيث قرر أن يُحيلَ نفسه إلى المعاش عام 1950. له العديد من الكتب المترجمة، منها: «كنوز الملك سليمان» للسير ريدر هجارد، و«ألوان من الحب»، وقد قدَّم لساحة الإبداع المسرحي العديد من المسرحيات المترجمة المنشورة، منها: مسرحية «العبرة بالخواتيم» و«ضجة فارغة» و«شقاء الشاعر». له العديد من المقالات النقدية في صحف «البلاغ» و«المنبر» و«كوكب الشرق». وافته المنية عام 1959.

## أعمال الكاتب[5]
- ألوان من الحب، 1951.[3]
- بطل النهضة المصرية الكبرى سعد زغلول باشا، 1936.
- مصطفى النحاس, 1937.[6]
- نهضة مصر, 1922.